# Norvégia űrkutatása
Norvégia űrkutatása. A norvég Tudományos Akadémia meteorológiai és űrkutatási Bizottsága könnyű rakétákat, ballonokat indított az északi fény, az ionoszféra valamint a sarki jég vizsgálatára. A kormány kommunikációs műholdak szolgáltatásait bérelte, majd műholdat vásárolt. A nemzeti- és nemzetközi információáramlás elősegítése (75 televízió állomás) érdekében – Skandinávia, Finnország, a balti államok és Grönland – önálló űregységet indított. 

## Történelme
Előzetes tárgyalások eredményeként 1986. december 30-tól Ausztriával (Austrian Space Agency; ASA) egy időben az Európai Űrügynökség (ESA) tagjai sorába választották. A Norwegian Space Centre (NSC), a Norvég Űrkutatási Központ (Norsk Romsenter; NSC) a kormány felhatalmazása alapján elősegíti a nemzeti- és nemzetközi szakképviseleteket.

## Norsk Romsenter
A Norvég Űrkutatási Központ (Norsk Romsenter; NSC) a kormány által létrehozott szervezet. Az NSC együttműködik az ESA-val. Központi székhelye Oslo. Az Oslói Egyetem részeként, az Elméleti Asztrofizikai Intézet részt vesz az ESA űrprogramjaiban.

### Célok
1. éves 10%-os növekedést elérni a skandináviai űrszektorban,
2. részletesebben megismerni a nemzeti felhasználói igényeket (kutatás, fejlesztés, űripari tevékenység),
3. nemzetközi űrkutatási pozíció elérése (egy-egy szakterületen),
4. az űrkutatással kapcsolatos földi infrastruktúra vezető szerepének betöltése,

## Rakéta indító bázis

### Andørja Rocket Range
Az első indítóbázis az Andørja Rocket Range (ARR), Észak-Norvégiában a legészakibb földrajzi régióban, a Vesterålen szigetvilágban, Andørja szigeten 1962-ben létesült. A létesítmény 90%-ban a Királyi Kereskedelmi- és Ipari Minisztérium, 10%-ban a Kongsberg Defence & Aerospace tulajdonában van. Az objektum kereskedelmi alapon működik. Rakétaszondák, tudományos léggömbök előkészítésére, indítására, ellenőrzésére (adatok vételére, feldolgozására) alkalmas bázis. Az első rakéta, I. Ferdinánd 1962. augusztus 18-án indult. 1962-2007 között több mint 718 rakétaszondát, 482 tudományos léggömböt indítottak. Az elért legnagyobb magasság 1453 kilométer volt. Az üzemeltetést több mint 100 intézet és egyetem tudósai, mérnökei és technikusai végezték a világ minden tájáról.

### Lehetőségek
1. az űrkikötő 6 kilométerre van a repülőtértől, 70 magasan képzett alkalmazottal, kikötővel és (saját és városi) szállodai létesítményekkel rendelkezik,
2. a kialakított indítóállomások 20 tonna fogadására képesek,
3. különböző típusú rakéták, különböző irányokba történő indítását biztosítják,
4. biztosított kutatási magasság 70 – 2000 kilométer,
5. rádiólokátor állomásai (telepített, mobil) biztosítják az űreszköz nyomon követését,
6. kiterjedt földi állomásai biztosítják az adtok áramlását (adás – vétel), feldolgozását, beleértve az ALOMAR obszervatóriumot is,

2013. januárban a tulajdonosok javasolták, hogy a bázisról indítsanak nanoműholdak. A rendelkezésre álló North Star (Észak csillaga), szabványosított hibrid motorral felszerelt hordozórakéta alkalmas alacsony Föld körüli pályára (LEO = Low-Earth Orbit) juttatni 10 kilogramm tömegű űreszközöket. 2014. április 25-én jelezve a rakétakikötő szolgáltatásainak sokszínűségét, Andøy Space Center-re (ASC) változtatták a nevét.

### Ny-Ålesund
A második indítóbázis a Spitzbergák szigetcsoportjának Ny-Ålesund településén (egykori bányásztelepülés, ma nemzetközi kutatóállomás, lakosság: 47 fő) 1997-ben létesült. A legészakibb indító bázis lehetőséget biztosít, hogy a rakéták egyenesen a sarki csúcspontba emeljék a műszercsomagokat, ahol a Föld mágneses erővonalak konvergálnak. 

## ALOMAR
ALOMAR obszervatórium (Arctic Lidar Observatory for Middle Atmosphere Research) 1994-től egyedülálló légköri kutatásokat biztosít a sarkvidéken. Észak-Európa legnagyobb MF (Medium Frequency) rádiólokátora. A LIDAR (Light Detection and Ranging) számítógép program a mért jeleket (adatokat) automatikusan 3D-s formában jeleníti meg.

## Műholdak
Thor–2 az első norvég kommunikációs műhold.